# Český dům (Ostrava)
Český dům v ostravském městském obvodě Vítkovice je památkově chráněná novorenesanční budova sloužící jako sídlo místních sokolů.

## Historie
Na konci 19. století byly Vítkovice nejvíce germanizovanou obcí na severní Moravě. Čeští vlastenci proto přišli s myšlenkou založení centra podpory českého spolkového života, kultury, vzdělávání a sportu. Založili Družstvo Českého domu a pustili se do stavby. Původní plány se ovšem ukázaly být více než velkorysé a tak hrozilo, že hned po dostavbě v roce 1899 bude muset být zadlužená budova prodána. Že se tak nestalo, za to patří dík jak členům družstva, kteří aktivně sháněli finanční příspěvky, tak obyvatelům Moravské Ostravy, kteří Vítkovickým posílali výtěžky některých divadelních představení.
Objekt domu je jednopatrovou čelní budovou souběžnou s dnešní ulicí Výstavní. V přízemí se nacházela restaurace, hotelové služby a společenská místnost určená pro schůze spolků. Součástí prostorného sálu, který patřil k nejreprezentativnějším místnostem na celé Moravě, bylo také jeviště určené pro ochotnické divadlo.
V budově sídlilo hned několik spolků. Jako první (od roku 1899) to byl klub velocipedistů. Ve stejném roce se zde konalo vystoupení sokolů. Velmi aktivní byli ochotníci z divadelního spolku Tyl – jejich prvního vystoupení se zúčastnilo tolik diváků, že třetina z nich musela sledovat představení ve stoje. Mezi čestné členy spolku patřil např. Alois Jirásek, Jaroslav Kvapil či Svatopluk Machar. Kromě spolků zde měly bouřlivé schůze politické strany. Za zmínku rovněž stojí, že se v České domě nacházela jako jedna z prvních největší knihovna s čítárnou na Ostravsku s nejbohatším fondem české literatury.

## Současnost
V roce 1991 budovu získala do vlastnictví Tělocvičná jednota Sokol Vítkovice. Ta za prostředky od České obce sokolské, Magistrátu města Ostravy, ostravských památkářů i Úřadu městského obvodu Vítkovice provedla rekonstrukci budovy. Byla opravena střecha a interiéry. Místní sokolové také plánují výměnu oken v prvním patře a izolaci stěn. Krása Českého domu by pak měla ještě více vyniknout po dokončení rozsáhlé rekonstrukce Výstavní ulice.